# Ваньківа
Ванькова (пол. Wańkowa) — село в Польщі, у гміні Вільшаниця Ліського повіту Підкарпатського воєводства. Розташоване на перетині етнічних українських територій Лемківщини і Бойківщини в долині потоку Ваньківка. Населення — 431 особа (2011).

## Назва
У 1977—1981 роках під час кампанії ліквідації українських назв село називалося Янкова (пол. Jankowa).

## Історія
Ймовірно, люди жили на теренах села ще з часів Київської Русі. Вперше зустрічається в документі 1489 року. Входило до Сяніцької землі Руське воєводства.
У 1772—1918 роках — у складі Австро-Угорської монархії. Село Ванькова є одним з найдавніших у світі осередків видобування нафти, копальні ропи нафтової існували тут вже у 1884 роках і спричинили приплив до села поляків. У 1892 році село належало до Добромильського повіту, у селі нараховувалося 94 будинки і 563 мешканці (518 греко-католиків, 26 римо-католиків і 18 юдеїв), місцева греко-католицька парафія належала до Ліського деканату Перемишльської єпархії.
У 1919—1939 роках — у складі Польщі. Село належало до Ліського повіту Львівського воєводства, у 1934—1939 роках входило до ґміни Ропєнка. На 1 січня 1939 року у селі мешкало 1050 осіб, з них 810 українців-грекокатоликів, 20 українців-римокатоликів, 190 поляків (працівники копальні нафти) і 30 євреїв.
Більшість українського населення села була насильно виселена зі своїх прадавніх земель в 1946 в СРСР. Молодих чоловіків ще у 1944—1945 роках було вислано на північ СРСР у сталінські концентраційні табори на примусові роботи, в основному, на лісоповал. Решту незначну кількість мешканців, яким вдалось уникнути переселення у 1946 році, також насильно виселено 1947 року під час «Операції Вісла» на понімецькі території північної Польщі.
У 1975—1998 роках село належало до Кросненського воєводства.
У село привезена розібрана церква з села Ропенка і у 1986 році зведений костел.

### Церква Святої Параскеви

Церква св. Параскеви (збудована у 1793, знищена у 1963)

Церква святої Параскеви, вигляд з півдня

Парафію створено у 1587 році, але церква в поселенні вже існувала. Остання, дерев'яна (з модрини) святиня збудована й освячена в 1792 році. Церква мала такі розміри: жіноча галерея — 5,5×5,4 м; нава — 7,4×7 м; вівтар — 5,3×5 м; ризниця — 3×3 м. Церкву оновлено в 1932 році. Після виселення українців у 1947 році перетворена на склад. У 1961 році розібрано дзвіницю (побудовану на межі XVIII—XIX ст.), а у 1963 році саму церкву; дерево було продане. Зберігся кований залізний хрест, який вінчав церкву. Дзвіниця дерев'яна з наметовим дахом, на плані квадрату, збудована у XVIII столітті на осі церкви, на захід від неї. Розібрана. На церковному цвинтарі збереглися 4 надгробки XIX—XX століть. На схід від них могила о. Василя Мисика (1861—1927), місцевого пароха і декана Ліського.

## Демографія
Демографічна структура станом на 31 березня 2011 року:
|          | Загалом | Допрацездатний вік | Працездатний вік | Постпрацездатний вік |
| -------- | ------- | ------------------ | ---------------- | -------------------- |
| Чоловіки | 230     | 47                 | 159              | 24                   |
| Жінки    | 201     | 34                 | 125              | 42                   |
| Разом    | 431     | 81                 | 284              | 66                   |